# Harran-Inschrift (Nabonid)

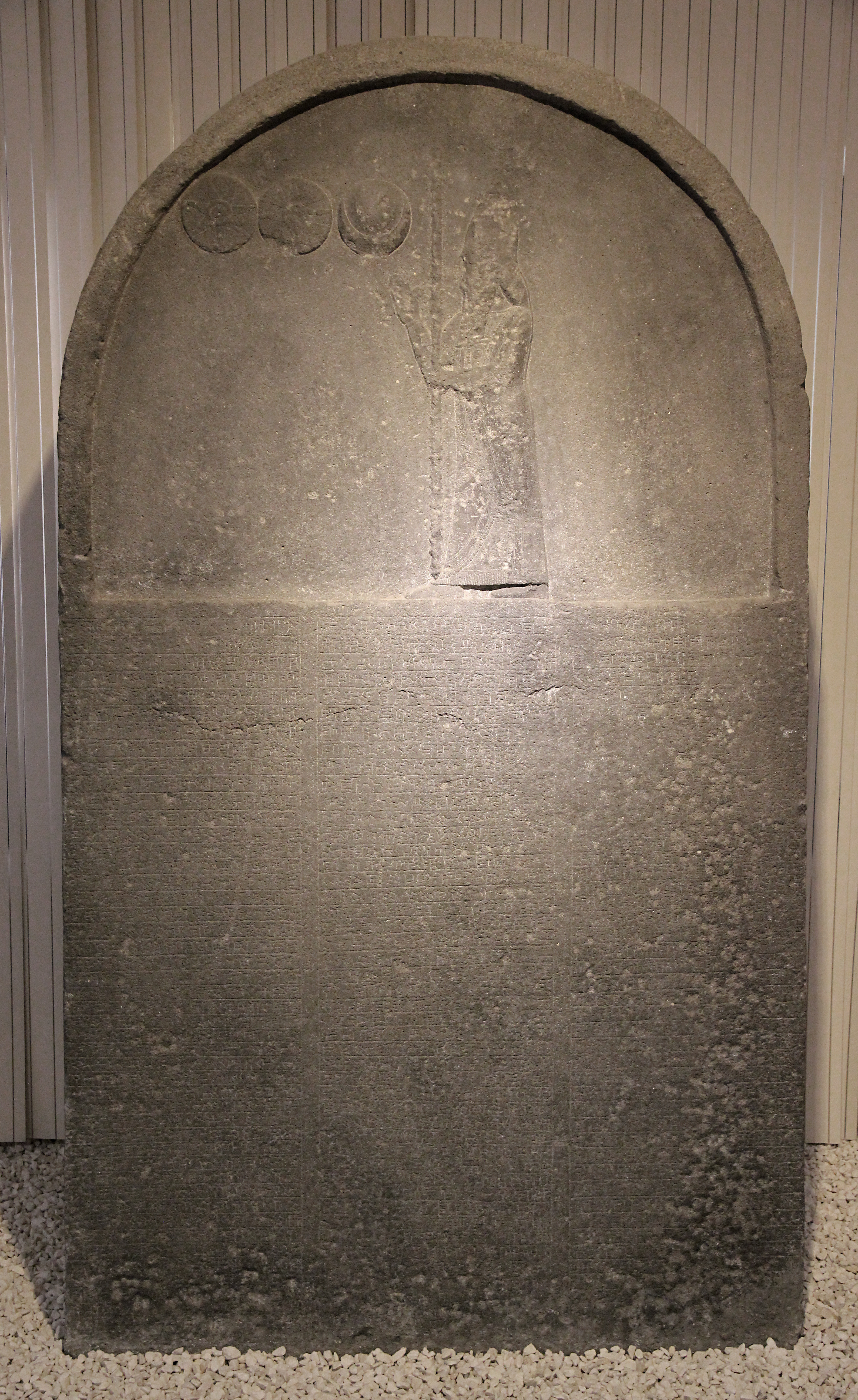
Eine der Stelen im Museum Şanlıurfa

Die Harran-Inschrift ist ein akkadischer Text aus der Zeit des letzten Königs des neubabylonischen Reichs Nabonid (556 v. Chr. – 539 v. Chr.). Er wird auf die Jahre 543 v. Chr. bis 541 v. Chr. datiert. Die Inschrift berichtet dabei über seinen zehnjährigen Aufenthalt in Tēmā auf der arabischen Halbinsel und den Wiederaufbaus des Tempels Ehulhul, des Heiligtums des Mondgottes Sin in der südtürkischen Stadt Harran. Der Text ist dabei auf zwei Steinstelen (Nabon. H2A + B) erhalten, die 1956 in der großen Moschee in Harran entdeckt wurden. Die beiden Objekte befinden sich heute im Archäologischen Museum Şanlıurfa.

## Die Steinstelen Nabon. H2A und H2B
Der Keilschrifttext ist auf zwei separaten Steinstelen überliefert. Diese wurden nach ihrer Entdeckung von Gadd als Nabon. H2A und H2B designiert. Das Kürzel Nabon. steht für den König Nabonid, aus dessen Zeit die Inschriften stammen. Der Buchstabe H gibt den Fundort Harran an. Die Nummer 2 ist fortlaufend und bezieht sich auf den Text. Die Buchstaben A und B geben wieder, dass sich der Text auf zwei unterschiedlichen Objekten erhalten hat.
Nabon. H2A ist eine Steinstele aus Basalt. Sie misst in der Höhe 1,98 m und in der Breite 0,97 m und wurde im Bodenpflaster am Osteingang der großen Moschee in Harran gefunden. Die Stele ist liniert und der Text auf ihr ist in drei Kolumnen angeordnet.
Nabon. H2B ist wie H2A ebenfalls aus Basalt gefertigt. Sie misst in der Höhe 1,87 m und in ihrer Breite 1,01 m. Sie wurde am Westeingang der großen Moschee gefunden, wo sie als oberste Stufe einer Treppe fungierte. Das Objekt ist einmal quer durchgebrochen und wie H2A ebenfalls liniert. Auch hier ist der Text in drei Kolumnen angeordnet.
Beide Objekte sind mit einem Relief versehen. Sie zeigen das gleiche Bild. Auf diesem ist der nach linksblickende König mit Königskappe und Herrscherstab abgebildet. Er grüßt dabei den Mond, die Sonne und Venusstern. Die Himmelskörper stehen dabei symbolisch für die Götter Sin (Mond), Šamaš (Sonne) und Ištar (Venus).
Die Rückseite beider Objekte ist nicht weiter beschriftet. Gadd vermutet deswegen, dass die Stelen mit dem Rücken zu einer Wand im Tempel aufgestellt wurden.

## Inhalt
Der Text beginnt mit der Preisung „einer großen Tat des Mondgottes Sin“, hinter der Röllig die Errichtung des Tempels Ehulhul in Harran vermutet. Die Inschrift behauptet somit auch, dass der Gott Sin ihr Urheber sei. Es folgt die Einführung des Königs Nabonid und seiner Berufung zur Herrschaft über das neubabylonische Reich. Dieser Abschnitt ist ein fester Bestandteil mesopotamischer Königsinschriften.
Die Inschrift beschreibt nun, wie Sin Nabonid im Traum erschienen sei und ihm dort den Befehl zum Bau von Ehulhul gibt. Nach der Traumbeschreibung kommt ein Bericht über den Widerstand der Babylonier. Namentlich genannt werden die Städte Babylon, Borsippa, Nippur, Ur, Uruk und Larsa. Die Priester und die Menschen hätten dort Sins Göttlichkeit vernachlässigt und ignoriert. Auch haben sie ihre Riten vergessen und würden Lügen verbreiten. Weiterhin wird den Menschen Babyloniens u. a. die Verbreitung von Krankheiten und Hungersnöten vorgeworfen. Der Abschnitt schließt damit, dass Sin Nabonid veranlasst habe 10 Jahre in Tēmā zu verbringen.
Die folgenden Zeilen sind Röllig zufolge sehr klar gegliedert. Sin befiehlt den Göttern Šamaš, Ištar, Adad und Nergal sich um das Wohlergehen Nabonids zu kümmern. Der Wettergott Adad ließ es in den heißen Sommermonaten regnen damit die Einwohner Babyloniens Regenwasser trinken können. Ištar schützte das Land vor Krieg. Namentlich genannt werden auch die Könige von Ägypten, dem Mederreich und Arabien, die durch das Wirken der Götter Gesandte zu Nabonid zur Sicherung des Friedens geschickt haben. Nergal zerbrach die Waffen der Araber, nachdem diese offenbar Babylonien angriffen. Der Abschnitt schließt mit Šamaš, dessen Wirken die Einwohner Babyloniens loyal zu Nabonid machte.
Die Inschrift erzählt im Folgenden, dass nach 10. Jahren am 17. Tag des 7. Monats der Gott Sin schließlich durch ein günstiges Omen den Zeitpunkt der Rückkehr Nabonids aus Tēmā initiiert. Der Text geht daraufhin in ein längeres Gebet von Nabonid an Sin über, in dem der Gott für die Heimkehr gepriesen wird.
Abschließend werden noch die Rückkehr des Königs nach Babylon und der Bau des Sin-Tempels Ehulhul in Harran behandelt. Nach seinem Einzug in die Stadt seien die Fürsten der Umgebung zu Nabonid gekommen um ihn zu Huldigen. Auch wird berichtet, dass die Götter, die zuvor weit weg gingen, nun wieder nach Babylon zurückkehrten. Diese Bemerkung verbindet Röllig mit dem zuvor erwähnten Angriff auf Babylonien. Er vermutet, dass bei diesem Vorfall die Statuen der Götter in Sicherheit gebracht worden sind und diese nun wieder in ihre Tempel verbracht wurden.
Die Inschrift widmet sich als Letztes noch dem Bau des Tempels Ehulhul. Nabonid zieht dafür Arbeitskräfte aus dem gesamten Reich zusammen. Nach der Fertigstellung der Anlage verbrachte er die Götterstatuen Sins, Ningals, Nuskus und Sadarnunnas an die für sie vorgesehenen Plätze. Der Text berichtet, das Nabonid ihnen prächtige Opfergaben widmete und Freude in den Tempel brachte. Die Inschrift endet mit einer Fluchformel, die jedoch zu stark beschädigt ist um sie zu rekonstruieren.